# Hymenaea eriogyne
Hymenaea eriogyne är en ärtväxtart som beskrevs av George Bentham. Hymenaea eriogyne ingår i släktet Hymenaea och familjen ärtväxter. Inga underarter finns listade i Catalogue of Life.